# Einsteinhaus

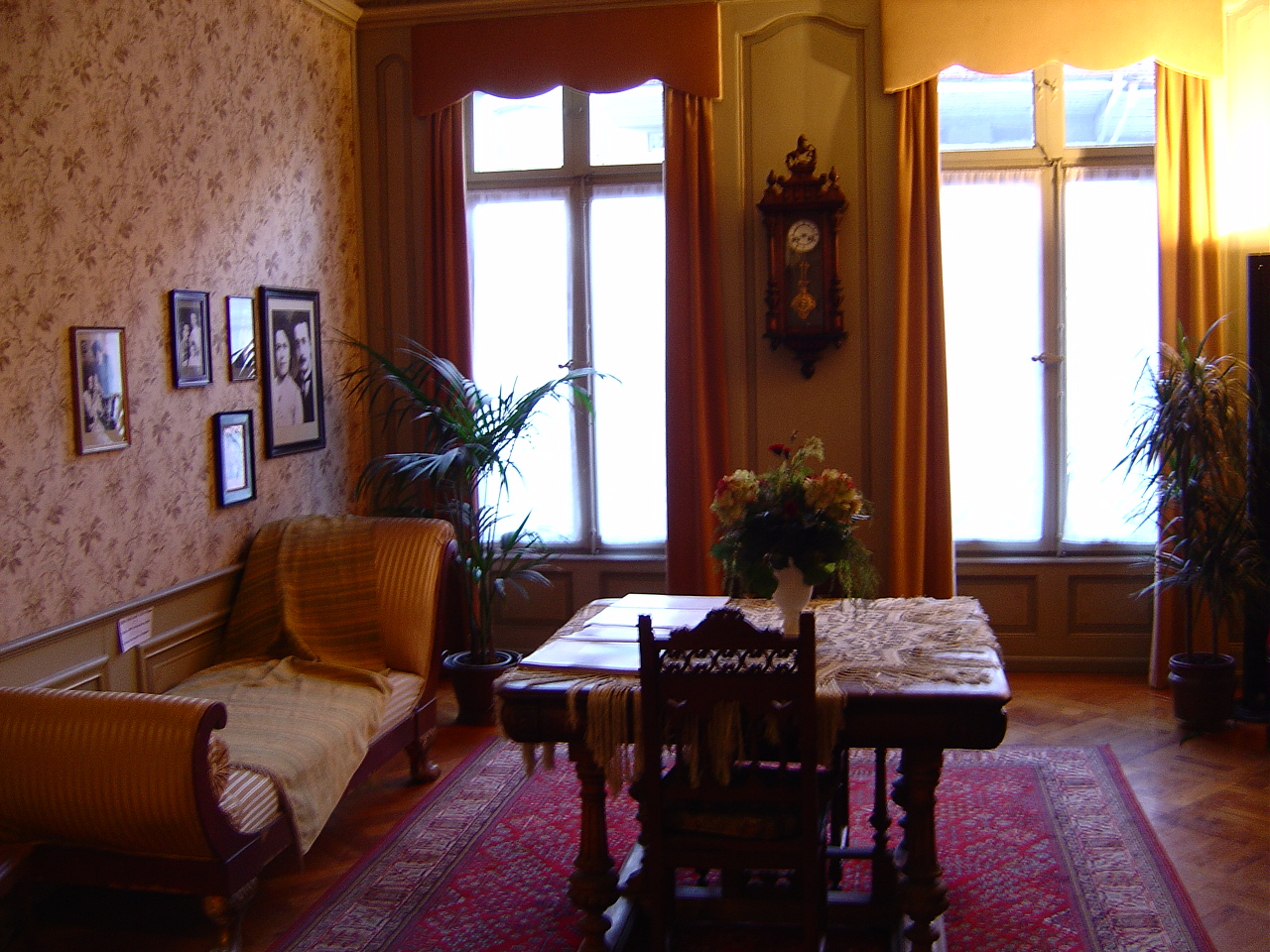
Interior de la residencia.

Einsteinhouse (alemán: Casa de Einstein) es un museo organizado en la antigua residencia de Albert Einstein, ubicada en la calle Kramgasse 49 de Berna, Suiza.
Conmemora la estancia de Einstein en Berna desde 1902 hasta 1909. El edificio conserva el estilo de decoración de la época, y está abierto al público.
Un apartamento en el segundo piso de la casa fue ocupado por Albert Einstein, su esposa Mileva Marić y su hijo Hans Albert Einstein desde 1903 hasta 1905. Esta época coincidió con los Años maravillosos de Einstein, durante los que redactó una serie de artículos que contribuyeron sustancialmente a la fundación de la física moderna. Fueron escritos por Einstein en 1905, mientras trabajaba en el Instituto Federal de la Propiedad Intelectual. Desarrolló algunas de sus teorías fundamentales y revolucionarias de la física moderna, incluyendo la teoría de la relatividad y su ecuación E=mc².
Las condiciones de vida de Einstein y de su familia se muestran con precisión en el apartamento del segundo piso, decorado con muebles de aquella época. La biografía de Einstein y distintos documentos acerca de su vida y obra se exhiben en la tercera planta.
Una exposición permanente más grande se encuentra en el Museo de Historia de Berna.

## Historia
Albert Einstein llegó en 1896 a la edad de 16 años a Aarau en Suiza. En 1896 ingresó en la Escuela Politécnica Federal de Zúrich, donde conoció a Mileva Marić (con quien se casó en 1903). La nacionalidad suiza le fue otorgada en 1901.

Albert Einstein en 1905.

En 1902, se convirtió en funcionario de la Oficina de Patentes de Berna y vivió en el número 32 de la calle Gerechtigkeitsgasse, antes de instalarse en un apartamento del segundo piso del número 49 de la calle Kramgasse (situado en el corazón de la Ciudad vieja de Berna, a 200 metros de la Torre del Reloj) con su esposa y su hijo Hans Albert Einstein, nacido en 1904.
Fue en este apartamento donde durante su tiempo libre desarrolló algunas de las teorías fundamentales y revolucionarias de la física moderna. Desarrolló y escribió entre otras, la teoría de la relatividad, la explicación del efecto fotoeléctrico, la teoría del movimiento browniano y la equivalencia entre masa y energía (E=mc²). Publicó el fruto de su trabajo en cuatro artículos en 1905.
En 1908 obtuvo su doctorado en la Universidad de Berna, donde se convirtió en profesor de física teórica. En 1909, se convirtió en uno de los más famosos físicos de la humanidad, obteniendo la cátedra de física teórica en la Universidad de Zúrich.
En 1977, la "Sociedad Albert Einstein" convirtió el apartamento de Einstein en un museo, donde se ha recreado el ambiente original con muebles, objetos, varios documentos, escritos, retratos y fotos.